# Russja

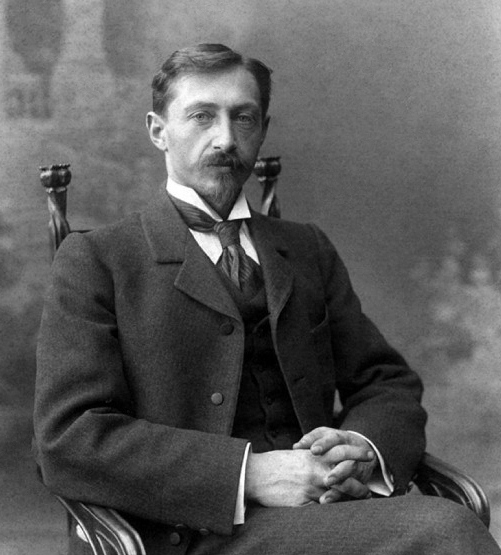
Iwan Bunin im Jahr 1901 auf einem Foto von Maxim Dmitrijew

Russja (russisch Руся) ist eine Kurzgeschichte des russischen Nobelpreisträgers für Literatur Iwan Bunin, die am 27. September 1940 vollendet wurde und im Aprilheft 1942 der New Yorker Ausgabe der russischen Zeitschrift Nowy schurnal erschien.

## Rahmenerzählung
Ein Ehepaar fährt an einem Sommerabend in einem Schlafwagen erster Klasse des Nachtexpresses Moskau–Sewastopol gen Süden. Bereits hinter Podolsk muss auf den Zug aus der Gegenrichtung gewartet werden. Der Herr erzählt der Dame von seinem Sommeraufenthalt auf einer Datsche in der Nähe des Haltepunktes – damals, als er sich in den Ferien mit Nachhilfestunden ein paar Rubel verdient hatte. Als der Schnellzug endlich freie Fahrt bekommt, will die neugierige Gattin Näheres über die offenbarte Liebe zu der mageren, großgewachsenen Marussja – Russja gerufen – wissen. Der Herr muss seiner Frau nicht alles erzählen, weil sie sich zur Nachtruhe begibt. So erfährt nur der Leser in der Binnenerzählung (siehe unten) die Liebesgeschichte. Anderntags hinter Kursk im Speisewagen fängt die Dame beim Frühstück wieder von der „knochigen“ Liebe ihres Mannes an. Er gibt die Jugendliebe mit dem Ausruf: „Das Datschenmädchen … Amata nobis quantum amabitur nulla!“ zu. Die Ehefrau versteht zwar, das könnte Latein sein, mehr aber auch nicht.

## Binnenerzählung
An einem schwülwarmen Sommertag lässt sich Russja vom oben genannten Hilfslehrer über den See paddeln. Er küsst sie auf den lachenden Mund. Prompt umarmt sie ihn und erwidert den Kuss – küsst ihn ungeschickt auf die Wange. Die Bootstour wird ein paarmal wiederholt. Einmal nimmt Russja eine Decke mit und lässt sich an das der mütterlichen Datsche gegenüberliegende einsame Ufer paddeln. Dort drüben am Wald will Russja zart geküsst und „überall“ umarmt werden. Er tut es, wirft sie dann ins Boot und fällt über sie her. Danach konstatiert Russja, nun seien beide Mann und Frau. Nur, die Mutter sei strikt gegen ihre Heirat.
Eine Woche später wird der Hilfslehrer von Russjas Mutter aus der Datsche geworfen. Auf dem Gipfel des Konflikts hatte sich Russja auf Geheiß der Mutter entscheiden müssen – entweder für den Geliebten oder die Mutter. Russja hatte sich für die Mutter entschieden.

## Deutschsprachige Ausgaben
Verwendete Ausgabe
- Russja. Deutsch von Erich Ahrndt. S. 342–353 in: Karlheinz Kasper (Hrsg.): Iwan Bunin: Dunkle Alleen. Erzählungen 1920–1953. 580 Seiten. Aufbau-Verlag, Berlin 1985